# Station Pont-Érambourg
Station Pont-Érambourg is een spoorwegstation in de Franse gemeente Saint-Pierre-du-Regard. Het station is gesloten.